# 偏铝酸钙
偏铝酸钙是钙的铝酸盐之一，化学式为Ca(AlO2)2或CaAl2O4。 它在自然界中十分罕见，两种多晶的名字分别是krotite和dmitryivanovite，它们均来自陨石。它在铝酸钙水泥中是重要组分。

## 化学性质
偏铝酸钙可溶于酸，形成盐：
Ca(AlO2)2 + 8 HCl → CaCl2 + 2 AlCl3 + 4 H2O